# カワーサレイクス
カワーサレイクス（英：City of Kawartha Lakes）は、カナダのオンタリオ州中央部の東に位置する地方行政区のひとつ。トロントやハミルトンなどと同じ単一層自治体に位置づけられる。市制が敷かれているが、大部分は田園地帯になっている。都市の名はカワーサ湖に由来し、オジブウェー語で「輝く水」を意味する。

## 歴史
2000年にビクトリア郡を再編し郡内の都市群を合併して、2001年1月1日より市政がスタートした。2003年11月に合併解消の可否を問う住民投票が行われ、僅差の51%で解消が支持されたが州政府も市もこの投票を受けた合併解消の動きは今のところ見られない。

## 交通
- 空港
  - リンジー空港 （Lindsay Airport）：リンジーにある地方空港（IATA：N/A、ICAO：CNF4）。

- ハイウェイ
  - ハイウェイ7号 （Highway 7）
  - ハイウェイ35号 （Highway 35）
  - ハイウェイ115号 （Highway 115）

## 姉妹都市
- 名寄市 （日本 北海道）：1969年8月1日 旧リンジー市と姉妹都市提携